# Belfry (Montana)
Belfry ist ein zu Statistikzwecken definiertes Siedlungsgebiet (Census-designated place) im Carbon County im US-Bundesstaat Montana.
Laut Volkszählung im Jahr 2020 hatte es eine Einwohnerzahl von 193 auf einer Fläche von 4,9 km².